# Hubert de Givenchy
Hubert James Marcel Taffin de Givenchy (født 21. februar 1927, død 10. marts 2018) var en fransk greve og grundlægger af modehuset Givenchy. 
Hubert de Givenchy var yngste søn af Lucien Taffin, marquis af Givenchy.
Givenchy åbnede sin første butik i Paris, Frankrig, i 1952.
Modehuset tilhører den absolutte elite indenfor haute couture og eksklusive parfumer.
Flere førende designere kører huset videre efter Givenchys pensionering. Bl.a. har John Galliano og Alexander McQueen været chefdesignere.